# ته دره
ته دره یک روستا در ایران است که در استان زنجان واقع شده‌است. ته دره ۱۹۷ نفر جمعیت دارد.